# Colemar Natal e Silva
Colemar Natal e Silva (São José do Tocantins, 24 de agosto de 1907 – Goiânia, 23 de fevereiro de 1996) foi um advogado e professor brasileiro, notável por ter sido o primeiro reitor da Universidade Federal de Goiás (UFG) e um de seus principais fundadores.
Era diretor e professor da Faculdade de Direito de Goiás quando foi convidado, por solicitação de muitos estudantes, a liderar o movimento para a criação de uma universidade federal. Articulou o projeto entre professores e com o presidente Juscelino Kubitschek. Era notável por seu comportamento conciliador, o que foi considerado fundamental para fazer a UFG existir a partir dos movimentos estudantis.
Não terminou todo o seu mandato com a eclosão do Golpe de Estado no Brasil em 1964, sendo exonerado e acusado de subversão.
Também foi fundador e presidente da Academia Goiana de Letras.
Morreu em Goiânia em 1996, aos 88 anos.
Em sua homenagem, a primeira instalação definitiva da UFG se chama, hoje, Campus Colemar Natal e Silva.